# Vrba bylinná
Vrba bylinná (Salix herbacea) je nejmenším druhem rodu vrba, kde je začleněna do podrodu Chamaetia. Je zároveň i nejnižší dřevinou rostoucí v České republice vůbec.

## Výskyt
Typická rostlina severských chladných oblastí. V Evropě se vyskytuje běžně na Islandě, ve Velké Británii, Skandinávii a v severských částech Ruska, v jižněji položených oblastech jen ostrůvkovitě a výhradně v horách, např. v Pyrenejích, Alpách, Apeninách, Karpatech a v horách Balkánského poloostrova. V Severní Americe roste v subarktických oblastech Kanady a na Aljašce, vzácně i na severovýchodě Spojených států.
Pro nízký vzrůst je málo schopná konkurovat vzrůstnějším rostlinám, proto vyrůstá na neúrodných půdách a v místech jiným rostlinám nevyhovujících. Nachází se nejčastěji ve skalních rozsedlinách se slehlými vrstvami jemného štěrku nebo na závětrných místech a sněhových vyležiscích, kde se v proláklinách drží sníh déle než 8 měsíců v roce. Je náročná na vláhu, vyrůstá v místech, kde je během vegetace hodně dešťových srážek a velká relativní vzdušná vlhkost, upřednostňuje vlhké a nevápenné půdy. Je považována za druh původem z arktického až subarktického pásu, do jižnějších oblastí byla v době ledové vytlačena severskými ledovci.

## Popis
Dvoudomá dřevina, velice pomalu rostoucí drobný keřík s načernalými, plazivými kmínky. Z nich vyrůstají další nečleněné, šupinaté, podzemní nezelené výběžky (stolony) schopné kořenit. Takto se jediná rostlina rozrůstá, byť velice pomalu, až do průměru 0,5 m (zhruba za 60 let). Z úžlabí šupin stolonů vyrůstají vzhůru nad povrch mechového substrátu lesklé lysé stonky vysoké od 2 do 10 cm a mající v průměru do 0,5 cm. Barvu mají žlutě hnědou nebo červeně hnědou, z počátku jsou bylinné a po krátkou dobu jemně chlupaté, do konce vegetační sezony zdřevnatí.
Na koncích stonků vyrůstají nahloučené, lysé, světle hnědé, široce vejčité, listové pupeny dlouhé 1,5 až 3 mm. Rozměrově variabilní listy s konvexními, zbrázděnými řapíky dlouhými až 4 mm jsou bez palistů nebo jen s drobnými blánovitými, brzy opadávajícími. Eliptické až okrouhlé listové čepele s oboustranně výraznou žilnatinou (4 až 6 párů žilek) jsou dlouhé od 0,8 do 2 cm, na bázi jsou zaokrouhlené, srdčité nebo klínovité, na vrcholu okrouhlé, po obvodu jsou pilovité až zubaté, ojediněle hladké. Čepele jsou z počátku leskle zelené (vespod někdy načervenalé), později obě strany dostanou barvu sytě zelenou. Vrba bylinná je velikosti a tvarem listů hodně variabilní, jedinci z Tater mívají listy mnohem větší než z Alp, exempláře z České republiky jsou ve velikosti listů přibližně uprostřed.
Květy jsou malé, jednopohlavní a jsou sestaveny do vzpřímených žlutých květenství jehněd. Mají krátké stopky, jsou elipsoidního tvaru a vyrůstají na konci obvykle jen dvoulistých brachyblastů, bývají dlouhé do 1 cm a široké do 0,5 cm, mívají po 5 až 10 květech. Samčí obsahují květy tvořené dvěma tyčinkami s částečně srostlými nitkami nesoucími žluté válcovité prašníky. V samičích jsou přisedlé květy s krátce stopkatým, lysým, žlutavým nebo nafialovělým, 2 až 3 mm dlouhým semeníkem s 11 až 18 vajíčky. Vyrůstá z něj kratičká čnělka nesoucí zakřivenou dvoulaločnou bliznu. Květní listeny jsou eliptické, dosahují délky 1 až 2 mm a šířky 0,5 až 0,8 mm, jsou lysé nebo řídce chlupaté, barvy žlutohnědé nebo světle růžové, někdy mají červenavý lem. Vespod květů jsou nektaria.
Vrba bylinná vykvétá buď zároveň nebo těsně po vyrašení listů, v našich podmínkách obvykle od května do července, ve vysokohorských lokalitách i v srpnu. Opyluje se entomogamicky nebo anemogamicky. K zabránění samoopylení dozrávají samičí květy dříve než samčí. Plodem jsou načervenalé, lysé tobolky dlouhé do 7 a široké do 2 mm obsahující semena o délce cca 1,4 mm. Chromozómové číslo: 2n = 38.

## Hybridizace

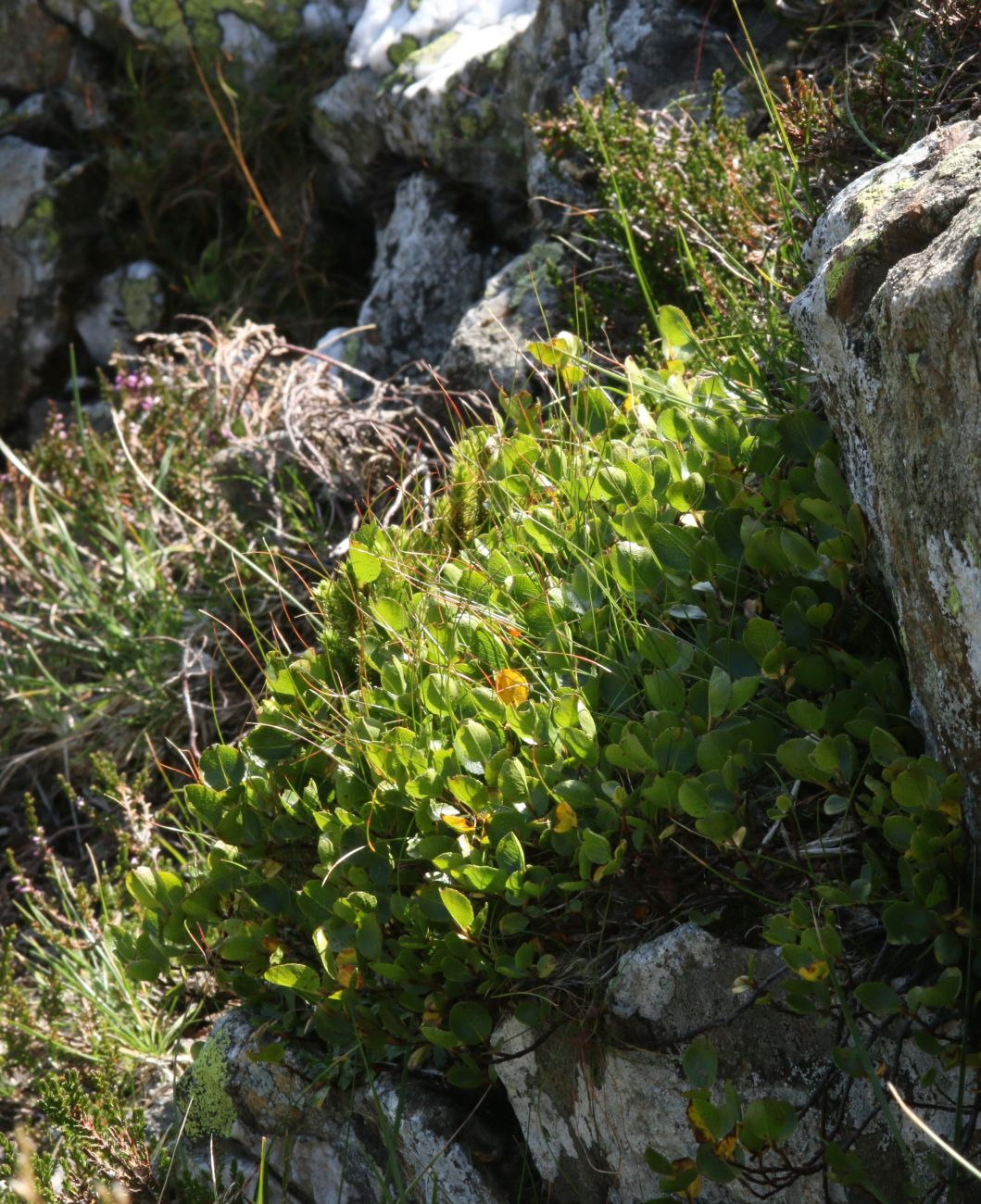
Vrba bylinná v Úpské jámě v Krkonoších

Vrby obecně prokazují velkou schopnost mezidruhového křížení. V severských státech Evropy i v Severní Americe je zaregistrováno mnoho hybridů vrby bylinné, ve střední Evropě však její pravděpodobní kříženci nebývají pro řídký výskyt prokazatelně doloženi.

## Ohrožení
V České republice se vyskytuje jen na několika málo vysoko položených lokalitách Krkonoš (Studniční stěna, Kotelní jámy) a Hrubého Jeseníku (Tabulové kameny, Petrovy kameny). Na polské straně Krkonoš roste vrba bylinná v lokalitě Końskie Łby na severním svahu hory Szrenica a v oblasti Maly Śnieżny Kocioł.
Nepříjemné je zjištění, že obě naše populace přišly o samčí rostliny a dále se rozmnožují pouze vegetativně, nejsou schopny vytvořit semena a obsadit tak nové lokality. Vrba bylinná byla proto vyhláškou MŽP ČR č. 395/1992 Sb. a Černým a červeným seznamem cévnatých rostlin ČR zařazena do kategorie kriticky ohrožené druhy.